# Mistrzostwa Europy w Lekkoatletyce 2010 – bieg na 3000 m z przeszkodami kobiet
Bieg na 3000 metrów z przeszkodami kobiet – jedna z konkurencji rozegranych podczas lekkoatletycznych mistrzostw Europy na Estadi Olímpic Lluís Companys w Barcelonie.
W konkurencji występowały dwie reprezentantki Polski: Wioletta Frankiewicz oraz Katarzyna Kowalska.

## Terminarz
| Data     | Godzina |            |
| -------- | ------- | ---------- |
| 28 lipca | 11:30   | Eliminacje |
| 30 lipca | 20:25   | Finał      |

## Rezultaty
| WR – rekord świata \| CR – rekord mistrzostw \| NR – rekord kraju \| AR – rekord kontynentu                    |
| SB – najlepszy wynik w sezonie \| WL – najlepszy tegoroczny wynik na listach światowych \| PB – rekord życiowy |

### Kwalifikacje
Do zawodów przystąpiły 22 zawodniczki z 15 krajów. Biegaczki w pierwszej rundzie zostały podzielone na dwie grupy – prawo startu w finale dawało zajęcie jednego z pierwszych czterech miejsc w swoim biegu (Q). Skład finału uzupełniły cztery zawodniczki z najlepszymi czasami z obu biegów (q).

#### I bieg
| Poz. | Tor | Zawodniczka          | Reprezentacja   | Rezultat | Uwagi |
| ---- | --- | -------------------- | --------------- | -------- | ----- |
| 1    | 3   | Wioletta Frankiewicz | Polska          | 9:46.38  | Q     |
| 2    | 9   | Julia Zarudniewa     | Rosja           | 9:46.40  | Q     |
| 3    | 6   | Hatti Dean           | Wielka Brytania | 9:46.43  | Q     |
| 4    | 10  | Ancuta Bobocel       | Rumunia         | 9:48.01  | Q     |
| 5    | 5   | Zulema Fuentes-Pila  | Hiszpania       | 9:50.97  | q     |
| 6    | 1   | Rosa María Morató    | Hiszpania       | 9:53.96  |       |
| 7    | 2   | Sandra Eriksson      | Finlandia       | 9:55.73  |       |
| 8    | 4   | Lívia Tóth           | Węgry           | 10:03.97 |       |
| 9    | 8   | Ludmiła Kuźmina      | Rosja           | 10:10.83 |       |
| 10   | 7   | Stephanie O'Reilly   | Irlandia        | 10:13.94 |       |
|      | 11  | Iríni Kokkinaríou    | Grecja          |          | DNF   |

#### II bieg
| Poz. | Tor | Zawodniczka        | Reprezentacja   | Rezultat | Uwagi |
| ---- | --- | ------------------ | --------------- | -------- | ----- |
| 1    | 6   | Layeş Abdullayeva  | Azerbejdżan     | 9:40.42  | Q NR  |
| 2    | 10  | Lubow Charłamowa   | Rosja           | 9:40.81  | Q     |
| 3    | 1   | Katarzyna Kowalska | Polska          | 9:41.14  | Q     |
| 4    | 11  | Marta Domínguez    | Hiszpania       | 9:41.93  | Q     |
| 5    | 8   | Sophie Duarte      | Francja         | 9:42.33  | q     |
| 6    | 9   | Fionnuala Britton  | Irlandia        | 9:44.84  | q     |
| 7    | 3   | Oxana Juravel      | Mołdawia        | 9:53.43  | q     |
| 8    | 5   | Marcela Lustigová  | Czechy          | 10:05.22 |       |
| 9    | 2   | Binnaz Uslu        | Turcja          | 10:15.28 |       |
| 10   | 4   | Barbara Parker     | Wielka Brytania | 10:20.99 |       |
|      | 7   | Ulrika Johansson   | Szwecja         |          | DNF   |

### Finał
| Poz. | Tor | Zawodniczka                   | Reprezentacja   | Czas    | Uwagi |
| ---- | --- | ----------------------------- | --------------- | ------- | ----- |
|      | 3   | Julia Zarudniewa              | Rosja           | 9:17.57 | CR    |
|      | 4   | Marta Domínguez               | Hiszpania       | 9:17.74 |       |
|      | 5   | Lubow Charłamowa              | Rosja           | 9:29.82 | SB    |
| 4    | 1   | Hatti Dean                    | Wielka Brytania | 9:30.19 | PB    |
| 5    | 6   | Wioletta Frankiewicz-Janowska | Polska          | 9:34.13 |       |
| 6    | 7   | Layeş Abdullayeva             | Azerbejdżan     | 9:34.75 | NR    |
| 7    | 11  | Sophie Duarte                 | Francja         | 9:35.52 | SB    |
| 8    | 10  | Zulema Fuentes-Pila           | Hiszpania       | 9:35.71 | SB    |
| 9    | 9   | Ancuţa Bobocel                | Rumunia         | 9:41.20 |       |
| 10   | 8   | Katarzyna Kowalska            | Polska          | 9:42.47 |       |
| 11   | 12  | Fionnuala Britton             | Irlandia        | 9:44.25 |       |
| 12   | 2   | Oxana Juravel                 | Mołdawia        | 9:55.39 |       |